# 李裕 (明)
李 裕（り ゆう、1426年 - 1513年）は、明代の官僚。字は資徳、号は古澹。本貫は南昌府豊城県。

## 生涯
1454年（景泰5年）、進士に及第した。1455年（景泰6年）9月、監察御史に任じられた。天順年間、陝西巡按をつとめ、辺境安定のための八事を上書した。石彪が軍功を盛んに報告してくるため、李裕は英宗の命を受けて事実を調査した。石彪の叔父の石亨が李裕に手紙を送って手心を加えるよう求めると、李裕はこれを焼き捨てて、事実を奏聞した。都御史の寇深は属僚に厳しかったが、ひとり李裕はかれに屈することがなかった。
李裕は山東按察使に抜擢された。重罪の囚人200人あまりがいて、その中には十数年を経ても判決が出ていない者もいたが、李裕はわずかな間でそのほぼ全ての処分を決定した。大峴山の反乱軍が七十数か所の寨を占拠していたが、李裕はその首領を捕らえて殺し、脅されて従っていた者にはその負債を免除すると、反乱は平定された。
成化初年、李裕は陝西左布政使に転じた。1470年（成化6年）、順天府尹となった。1473年（成化9年）、右副都御史に進み、運河の水運を総督し、江北諸府巡撫を兼ねた。白塔河と孟瀆河を浚渫した。張秋・南旺や淮安西湖ではもともと木組みで水流の衝撃を防いでいたため、改修の労力と費用ばかりがかさんでいた。李裕は郎中の楊恭らと協議して、木組みを石組みに変更させた。淮安・鳳陽で飢饉が発生していたが、太僕寺が予備の馬2万頭を徴収したため、李裕はこれを批判して罷免させた。1478年（成化14年）、父が死去したため、辞職して帰郷し、喪に服した。1482年（成化18年）、喪が明けると、右副都御史に復帰し、都察院の事務を補佐した。
1483年（成化19年）4月、李裕は右都御史に進んだ。前任の戴縉は宦官の汪直におもねって、西廠の再設置を求めたほか、都察院の綱紀を乱していた。李裕は都察院の綱紀を粛正しようと、御史に過ちがあると鞭で打ち、そのため非難を受けるようになった。汪直が失脚すると、李裕は副都御史の屠滽とともに冤罪に落とされていた者たちの汚名を雪ぐよう請願した。成化帝は喜ばず、李裕の俸給を剥奪した。さらに李裕は罪に問われて、南京都察院に左遷された。1486年（成化22年）8月、北京に召還され、工部尚書とされた。10月、李裕は吏部尚書に転じた。
1487年（成化23年）11月、李裕は弾劾を受けて吏部尚書を罷免された。李裕は『弁誣録』を著して不満の意思を示し、続けざまに上疏して帰休を求め、致仕した。1513年（正徳6年）8月癸未、死去した。享年は88。著書に『三朝奏議』7巻・『南台分類史抄』22巻・『古澹政略』・『山東雪冤録』1巻・『古澹集』4巻があった。